# Како су козаци фудбал играли
Како су козаци фудбал играли је 2. епизода цртаног филма Козаци. Снимљена је 1970. године. Режисер је био Владимир Дахно.

## Кратак садржај
Козаци су одлучили да крену на фудбалски турнир. Прву утакмицу су играли против њемачких витезова. Њихова тактика је била добра, али су их козаци побједили 2:1. Слиједила им је утакмица против мускетара који су играли полако, насупрот козацима. Козаци су опет побиједили 2:1. Финале су играли против енглеских џентлмена. Над тереном је био облак из којег је пљуштала киша. Козацима то није одговарало. Тур је шутнуо лопту у облак, он се окренуо, а киша је престала падати на терен. Козаци су брзо почели водити и побиједили резултатом 13:3. Освојили су титулу и вратили се кући.